# Khalil Taha
Khalil Whede Taha (arab. خليل طه ur. 5 czerwca 1932 w Bejrucie, zm. 27 lipca 2020 w Venice) – libański zapaśnik, olimpijczyk.
W 1952 reprezentował swój kraj na igrzyskach w Helsinkach, brał udział w zapasach w wadze półśredniej w stylu klasycznym – zajął 3. miejsce. Dziesiąty na mistrzostwach świata w 1953. Wicemistrz igrzysk śródziemnomorskich w 1951
roku.
Jego brat Safi Taha również reprezentował Liban w zapasach na igrzyskach olimpijskich.